# Träkumla kyrka
Träkumla kyrka är en kyrkobyggnad som tillhör Stenkumla församling i Visby stift. Kyrkan ligger i Träkumla i Träkumla socken på Gotland.

## Kyrkobyggnaden
Medeltidskyrkan är byggd av sten och består ett rektangulärt långhus med ett smalare, rakt avslutat kor i öster. I långhusets västra del finns tjocka murar som var menade att bära upp ett kyrktorn som aldrig fullbordades. Istället för kyrktorn finns en kraftig, hög åttkantig tornspira. I denna ryms en klockvåning med ljudgluggar under skärmtak. På södra sidan finns långhusets spetsbågiga perspektivportal och korets rundbågeportal med medeltida järnsmidesprydd dörr (jämför med kyrkorna Fole och Othem). Vid norra sidan finns en rundbågig portal med enklare utformning, som numera är igenmurad. Fönsteröppningarna är små och få till antalet. Kor, långhus och tornrum täcks invändigt av varsitt tältvalv. Långhus och kor skiljs åt med en smal triumfbåge.

### Tillkomst och ombyggnader
Äldsta delen av nuvarande kyrka är koret som uppfördes vid mitten av 1200-talet. Långhuset (med tornmurar) tillkom under senare hälften av 1200-talet. Enligt en latinsk inskrift invid triumfbågen invigdes kyrkan 1 september 1287 till ära för Jungfru Maria och ärkeängeln Mikael. Inskriften är nästan utplånad. Vid mitten av 1400-talet försågs kyrkorummet med kalkmålningar. Målningarna på långhusets östvägg har bevarats och är utförda av Passionsmästaren. Målningarna har scener ur Olofssagan. I korfönstret finns en ursprunglig glasmålningsruta från medeltiden. I långhuset finns två medeltida sidoaltaren bevarade. Under 1700-talet inreddes nuvarande sakristia i tornrummets sydvästra hörn. Åren 1868–1917 var kyrkan öde och förföll svårt. Vid början av 1900-talet väcktes intresse för sockenkyrkan och 1917 genomfördes en omfattande restaurering. Långhusets västra del fick då sin nuvarande tornspira av trä. Kyrkan restaurerades 1951 efter arkitekt Lennart Thams förslag.

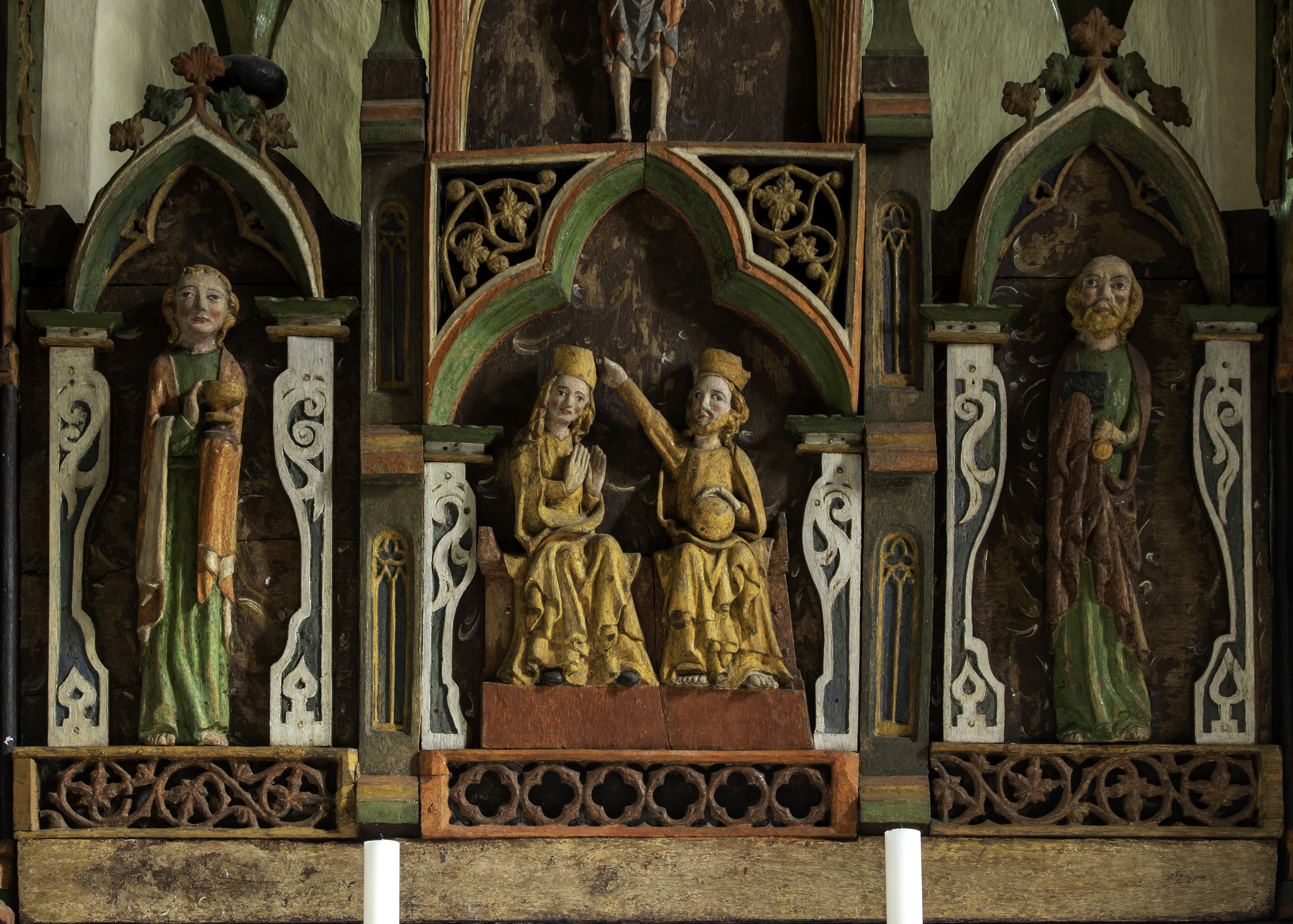
Jungfru Marie kröning. Retabel från 1300-talet.

## Inventarier
- Dopfunten från 1100-talet är huggen i sandsten av Byzantios. Den åttakantiga cuppan har reliefbilder. Funten bemålades på 1780-talet.
- Retabel från 1300-talet med snidad bild föreställande Jungfru Marie kröning. Retablet har renoverats 1683 med visa tillägg som de volutformade infattningarna.
- Triumfkrucifixet är från senmedeltiden men utfört i 1100-talsstil.
- Vid sidan av altaret står ett processionskrucifix från mitten av 1400-talet.
- Predikstolen är tillverkad omkring år 1600 och troligen målad år 1683.
- En tronande madonna, ett franskt arbete från början av 1100-talet finns nu i Gotlands museum.
- Ett tronande helgon från slutet av 1200-talet finns nu i Gotlands museum.
- Madonnan med barnet utförd 1420–1450 finns nu i Gotlands museum.

### Orgel
- Ett harmonium användes tidigare.
- En elorgel med två manualer och pedal stod i kyrkan
- Den nuvarande orgeln är byggd 2000 av Ålems Orgelverkstad.

### Webbkällor
- byggnadspresentation
- anläggningspresentation
- Stenkumla församling informerar
- Guteinfo
- Orgelanders